# Casual
Nella tradizione europea è detto casual il modo di vestire che enfatizza il comfort e l'espressività personale rispetto alla presentabilità e all'uniformità. Include una varietà molto ampia di capi d'abbigliamento, tanto che risulta più semplice definire che cosa non è casual piuttosto di cosa lo è.
I seguenti non sono considerati capi casual:
- Abiti da cerimonia e uniformi militari;
- Abbigliamento formale come frac e smoking;
- Abiti completi;
- Qualsiasi elemento rigido o molto tradizionale.

I jeans e le t-shirt sono state descritte come l'uniforme casual. Dalla fine del XX secolo il casual è stato influenzato dall'abbigliamento sportivo. Anche capi consumati dal lavoro manuale ricadono nel casual.
Anche se la praticità nel vestire è il primo elemento che viene in mente pensando all'abbigliamento casual, vi è anche un vasto assortimento di altre caratteristiche quali la teatralità e la scelta di un look sgargiante. Ne è un esempio la moda punk. Madonna introdusse negli anni '80 pelle, gioielli e cosmetici nel casual. Più recentemente la moda hip hop ha introdotto ed elaborato gioielli e materiali lussuosi abbinati a capi sportivi e da manovale.
Il casual è il codice di abbigliamento in cui nuove forme di espressione di genere sono introdotte prima di essere accettate in situazioni semi-casual o semi-formali. Un esempio sono i gioielli maschili, in precedenza considerati eccentrici o futili ed ora utilizzati in situazioni semi-formali. Amelia Bloomer introdusse pantaloni per donne come alternativa casual alle gonne formali. In epoca moderna alcuni uomini di tradizione Europea hanno adottato la gonna come alternativa casual ai pantaloni. Entrambe queste innovazioni hanno causato grande imbarazzo nei circoli formali.
L'esposizione della pelle è più pronunciata nell'abbigliamento casual. Per le donne nel corso del XX secolo è aumentata anche per l'abbigliamento formale e semi-formale. Per gli uomini l'esposizione di spalle e cosce è limitata all'abbigliamento casual. La nudità integrale è ancora considerata tabù, ovvero sconveniente, anche negli ambienti casual (fatta eccezione per alcuni club e spiagge).

## Galleria d'immagini

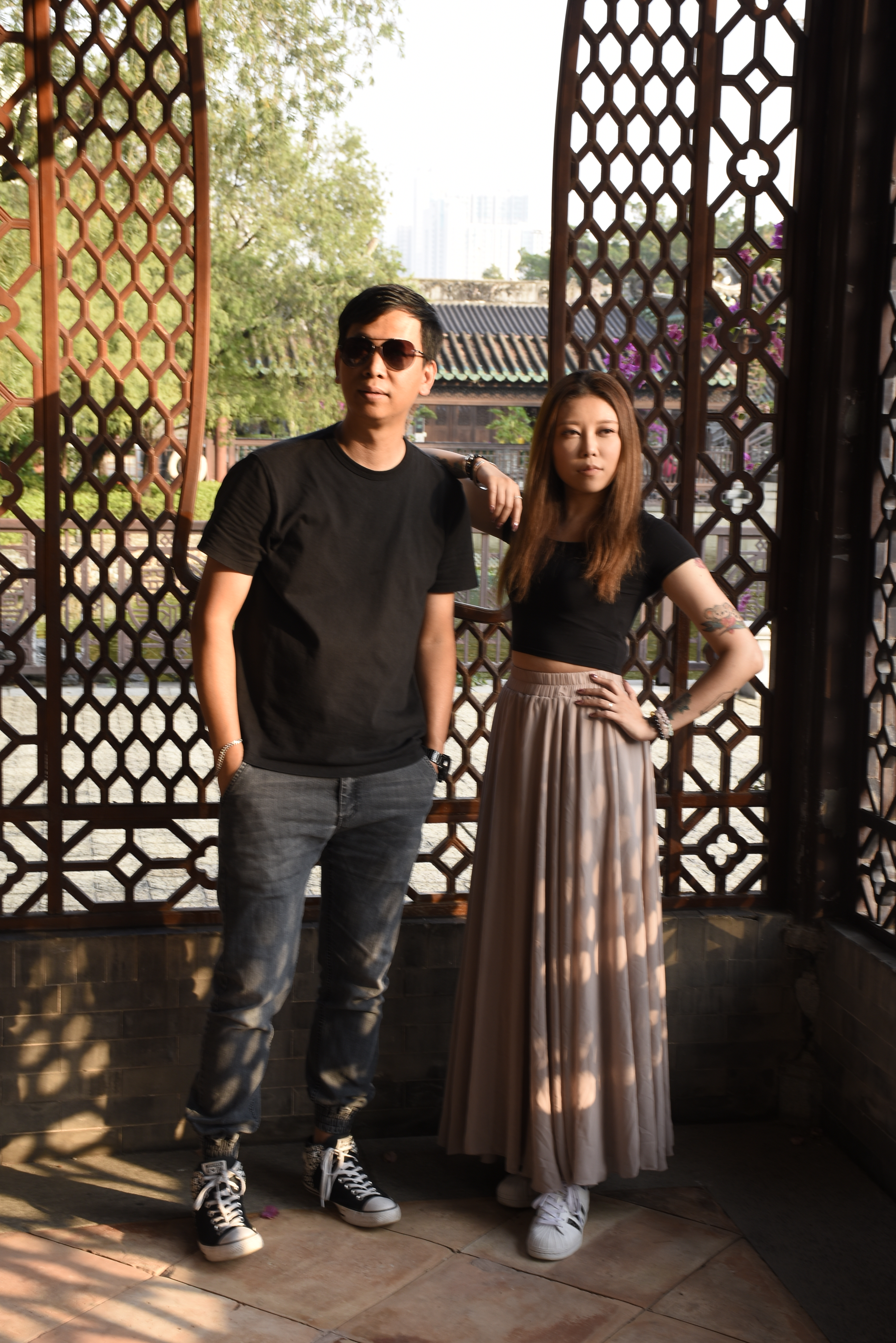
Un uomo che indossa una maglietta e jeans e una donna che indossa una maglietta nera e una gonna lunga bianca.
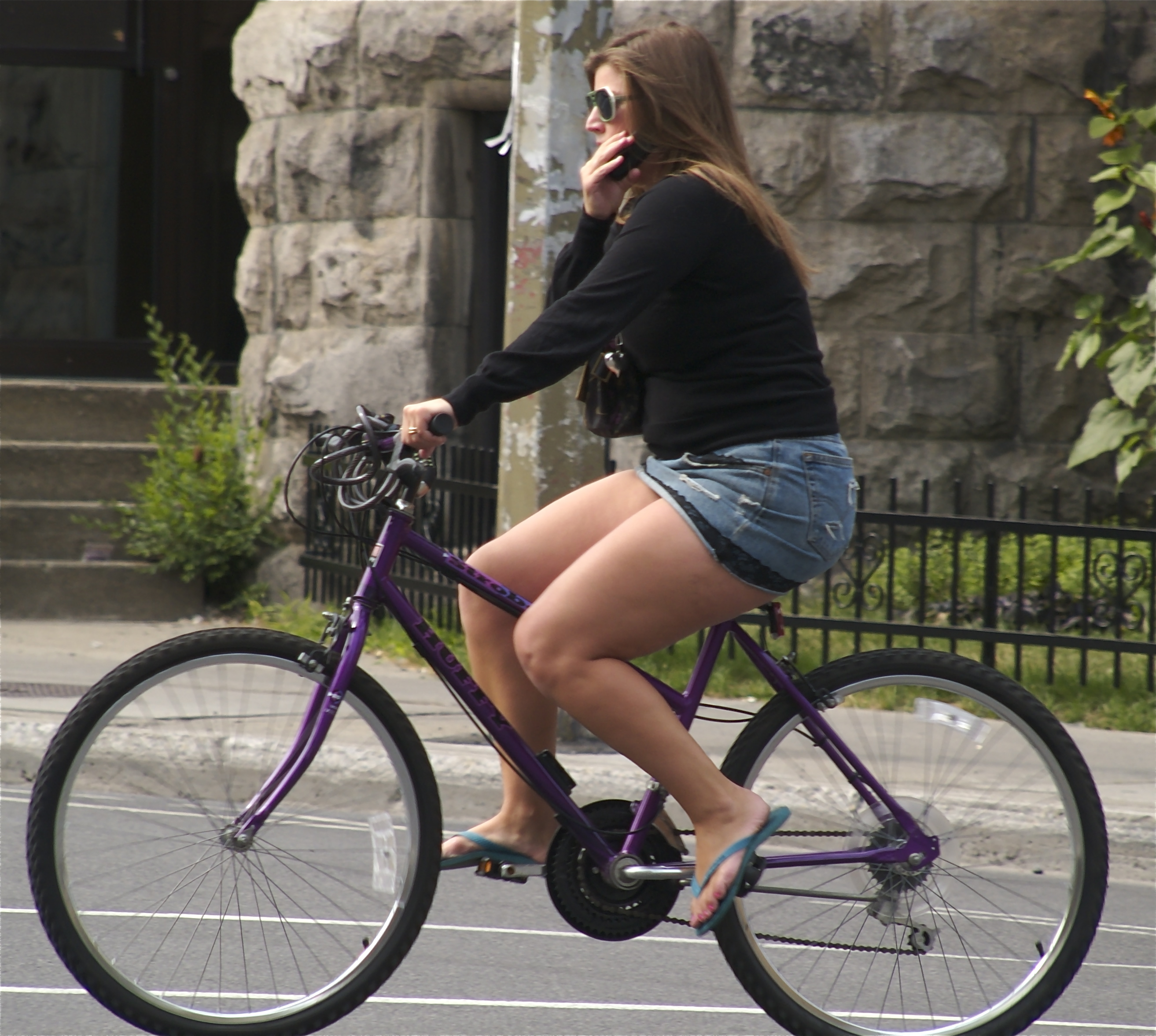
Una donna in bicicletta mentre indossa un maglione e una minigonna in Canada.
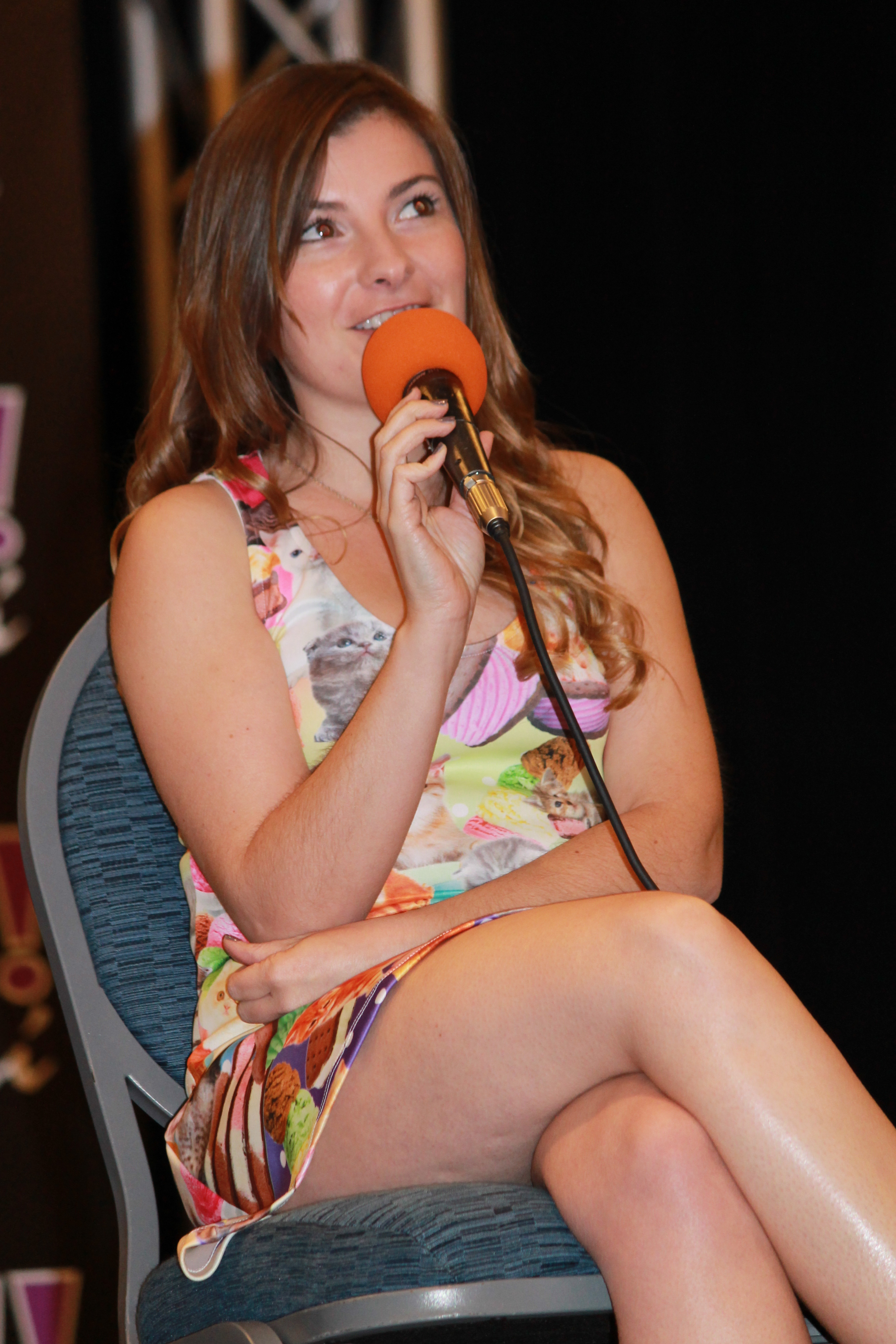
La doppiatrice Cassandra Morris indossa un miniabito casual durante un'interazione pubblica.
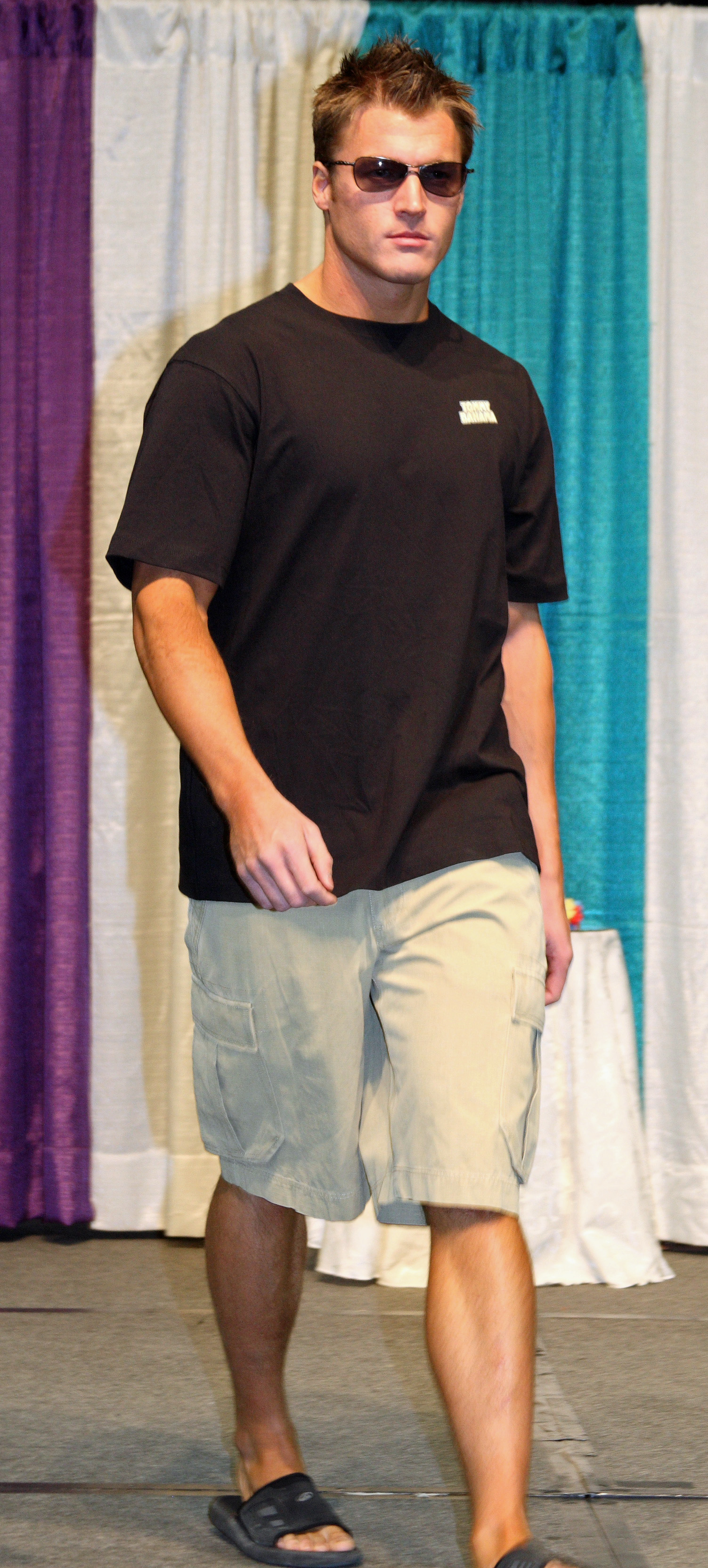
Un modello in maglietta e pantaloncini cargo.
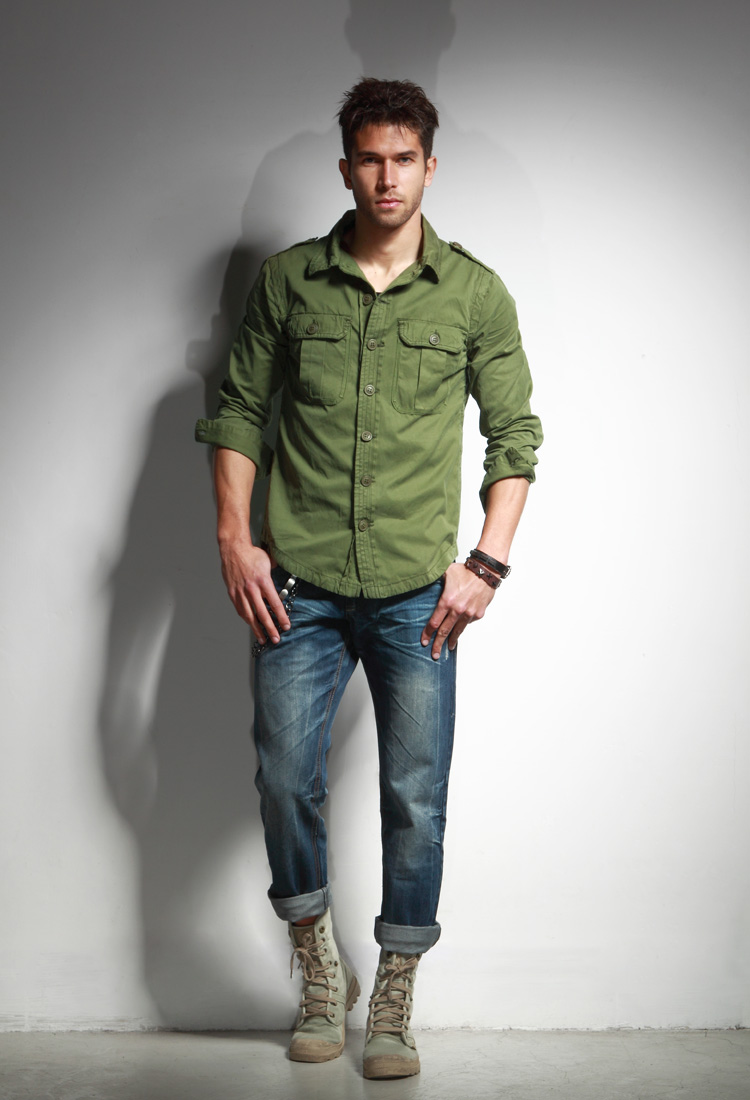
Modello in jeans e camicia stile militare.
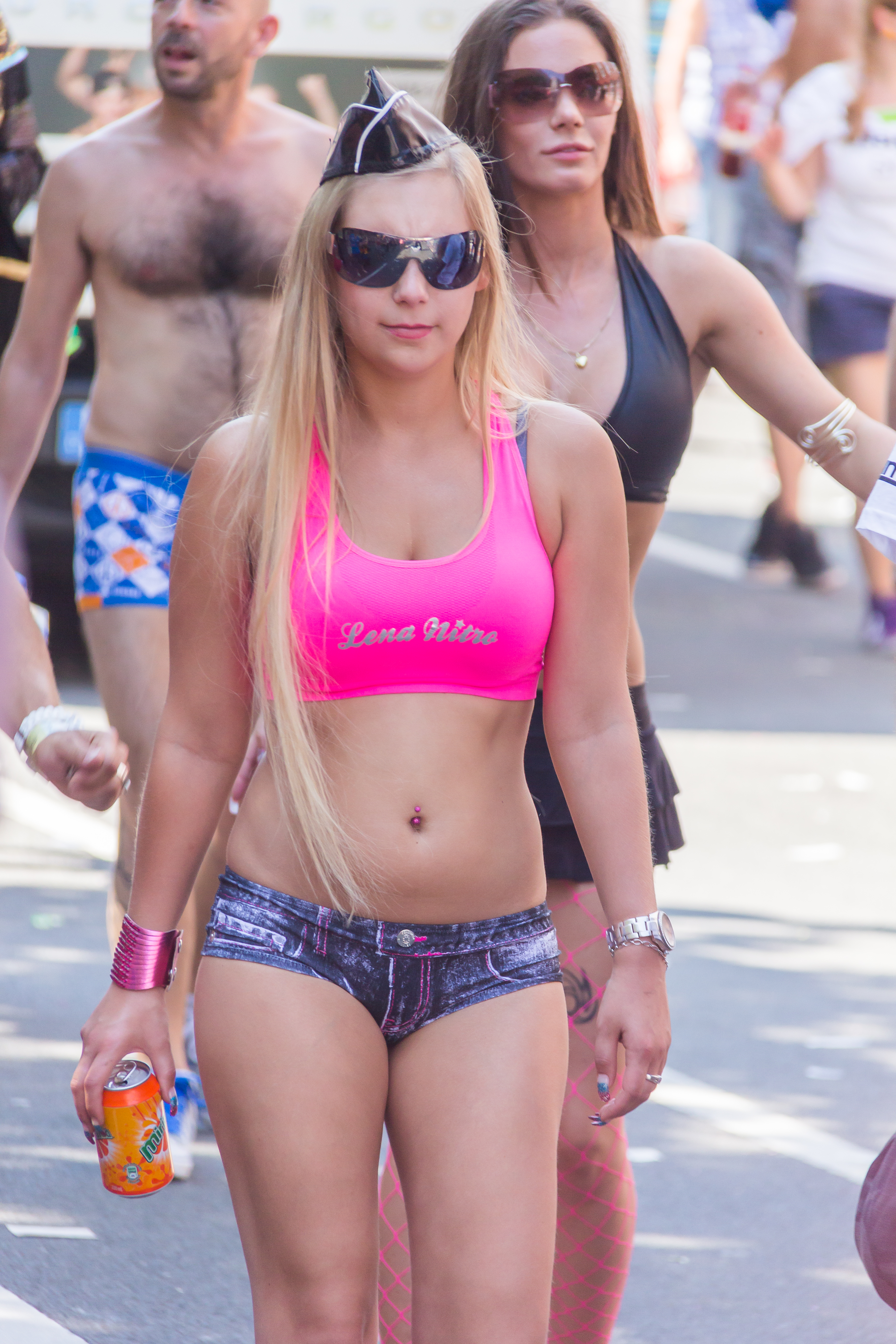
Una donna in mini-shorts in Germania.